# Орландо ди Ласо
Орландо ди Ласо (итал. Orlando di Lasso, фр. Roland de Lassus, или Orlande de Lassus, лат. Orlandus Lassus; рођен око 1532, могуће и 1530, у Монсу – преминуо 14. јуна 1594. у Минхену) био је франко-фламански композитор касне ренесансе. Сматра се једном од водећих фигура европске музике XVI века, уз Палестрину и Викторију. Био је изузетно плодан композитор, са преко 2.000 сачуваних дела у готово свим вокалним жанровима свог доба.
Његово родно место је Монс (данашња Белгија), где му је 1853. године подигнут споменик.

## Биографија

### Ране године и Италија
Орландо ди Ласо се са музиком сусрео од малих ногу. Као дечак певао је у хору цркве Св. Николаса у Монсу. Према наводима, због изузетно лепог гласа био је чак три пута киднапован за друге хорове.
Са дванаест година (око 1544) ступио је у службу Ферантеа I Гонзаге, војводе од Мантове, и са царском војском је путовао током француске кампање. Пратио је Гонзагу у Италију, где је остао наредних десет година. Прво је боравио на Сицилији, а затим у Милану. У Напуљу је радио као певач, а ту је, према неким изворима, и компоновао своја прва дела.
Око 1553. године одлази у Рим, где постаје капелмајстор престижне базилике Светог Јована Латеранског. Иако је ово била веома угледна позиција, напустио ју је већ 1554. године, вероватно због болести родитеља, да би се вратио у Низоземску.

### Антверпен и Минхен
Након краћег боравка у Антверпену (око 1555–1556), где су објављена нека од његових раних дела, Орландо ди Ласо је 1556. године позван на двор баварског војводе Алберта V у Минхен. У почетку је био ангажован као тенор у дворској капели, али је 1563. године постао капелмајстор, наследивши Лудвига Дазлера. На овој позицији остао је до краја живота, служећи Алберту V и његовом наследнику Вилхелму V. Под његовим вођством, минхенска дворска капела постала је један од најугледнијих музичких центара у Европи.
Ласо је стекао велику славу широм Европе; цар Максимилијан II доделио му је племићку титулу 1570. године, а папа Гргур XIII га је прогласио витезом Златне мамузе 1574. Путовао је у Француску и Италију, одржавајући контакте са водећим музичарима и владарима.
Преминуо је у Минхену 14. јуна 1594. године.

## Стваралаштво и музички стил
Стваралаштво Орланда ди Ласа обухвата све вокалне музичке форме ренесансе. Написао је више од 2.000 композиција, укључујући:
- око 530 мотета
- 175 италијанских мадригала и виланела
- 150 француских шансона
- 90 немачких лидера
- око 60 миса (само сачуване)

Занимљиво је да, упркос великој популарности инструменталне музике у његово доба, Ласо није писао чисто инструменталну музику.
Његов стил карактерише изузетна изражајност, мајсторско владање полифоном техником и способност да музиком дочара најфиније нијансе текста (тзв. musica reservata). Био је космополитски композитор, подједнако успешан у различитим националним стиловима. Његова музика обухвата широк емотивни распон, од дубоке религиозности у мотетима и мисама (попут збирке духовних мадригала Lagrime di San Pietro или Psalmi Davidis poenitentiales) до живахности, хумора и световности у шансонама и мадригалима.

## Дела (избор)
- Духовна музика:
  - Prophetiae Sibyllarum (Пророчанства Сибила)
  - Psalmi Davidis poenitentiales (Покајнички псалми Давидови)
  - Lagrime di San Pietro (Сузе Светог Петра)
  - Бројни мотети (нпр. Tristis est anima mea, Timor et tremor)
  - Мисе (нпр. Missa Bell' Amfitrit' altera)
- Световна музика:
  - Мадригали (нпр. Matona mia cara - виланела)
  - Шансоне (нпр. Bon jour mon coeur, Susanne un jour)
  - Лидери

## Галерија
- Орландо ди Ласо
- Портрет Орланда ди Ласа
- Портрет Орланда ди Ласа, детаљ
- Споменик Орланду ди Ласу у Минхену
- Споменик посвећен Орланду ди Ласу у Монсу
- Црква Св. Николаса у Монсу, где је Ласо певао као дечак